# Техарот (трактат)
«Техаро́т», также «Тогорот» (др.-евр. טהרות‬ — «очищения», мн. ч. от טהרה‬, «чистота») — трактат Мишны, пятый в одноимённом разделе. Содержит законы ритуальной чистоты применительно к пищевым продуктам. Словом «Техарот», собственно, и называются кушанья, приготовленные с соблюдением этих законов.

## Предмет рассмотрения
В Моисеевом законе имеется несколько упоминаний о ритуальной нечистоте пищевых продуктов:

Если же которое-нибудь из них [нечистых пресмыкающихся животных] упадет в какой-нибудь глиняный сосуд, то находящееся в нем будет нечисто, и самый [сосуд] разбейте. Всякая пища, которую едят, на которой была вода [из такого сосуда], нечиста будет [для вас], и всякое питье, которое пьют, во всяком [таком] сосуде нечисто будет. И если что-нибудь от трупа их упадет на какое-либо семя, которое сеют, то оно чисто; если же тогда, как вода налита на семя, упадет на него что-нибудь от трупа их, то оно нечисто для вас. И когда умрет какой-либо скот, который употребляется вами в пищу, то прикоснувшийся к трупу его нечист будет до вечера; и тот, кто будет есть мертвечину его, должен омыть одежды свои и нечист будет до вечера; и тот, кто понесет труп его, должен омыть одежды свои и нечист будет до вечера.
— Лев. 11:33, 34, 37—40

И всякий, кто будет есть мертвечину или растерзанное зверем, туземец или пришлец, должен вымыть одежды свои и омыться водою, и нечист будет до вечера, а потом будет чист.
— Лев. 17:15

Мяса сего (жертвенного), если оно прикоснется к чему-либо нечистому, не должно есть, но должно сжечь его на огне.
— Лев. 7:19
Исходя из этого, галаха делает ряд выводов, которые и являются предметом подробного рассмотрения в трактате:
- Животное, забитое неправильно (то есть не принятым в иудаизме способом — шхитой) или умершее своей смертью, является источником нечистоты само по себе. Передача нечистоты от птицы при этом происходит при её съедении (на основании Лев. 17:15), а от млекопитающего — даже при касании и несении трупа (на основании Лев. 11:39, 40, где упоминается «скот»).

- Любая другая пища может стать ритуально нечистой при передаче нечистоты от других источников, например, одного из восьми упомянутых в Лев. 11:29—31 мелких животных — шерецов. Нечистоту воспринимает только пища увлажнённая.

- Сосуды и пища, осквернившиеся непосредственно от источника нечистоты, способны передать нечистоту дальше, это выводится из Лев. 11:33. Таким образом, вводится понятие степени нечистоты: прикоснувшееся к источнику — первая степень, при передаче дальше — вторая.

- Из Лев. 22:7 выводится, что существует ещё третья степень, актуальная для пищи, требующей ритуальной чистоты от употребляющего эту пищу человека; из Лев. 7:19 выводится существование четвёртой степени, актуальной только для мяса жертвенных животных.

- Получающаяся при этом система правил отличается большой сложностью как в понимании, так и в практическом применении. Поэтому любой человек, не являющийся признанным авторитетом в этой области или не заявивший о том, что намерен чётко соблюдать их, согласно этой системе считается нечистым; нечистыми считаются и все способные воспринимать ритуальную нечистоту предметы в его хозяйстве.

## Содержание
Трактат «Техарот» состоит из 10 глав и 96 параграфов. Как и многие другие трактаты, он начинается с числового правила - перечисляются 13 характеристик трупа птицы.
- Первая — вторая главы начинают рассмотрение с вопроса о нечистоте мяса, затем переходят к описанию типичных путей передачи пищевой нечистоты. Вводится понятие степеней нечистоты, рассматриваются пути передачи нечистоты в смеси и передача её к человеку, съевшему нечистое кушанье.
- Третья — четвёртая главы описывают различные сложные и сомнительные случаи передачи нечистоты.
- Пятая — шестая главы посвящены понятиям частной и общественной области по отношению к законам о ритуальной чистоте. В общественной области (רשות הרבים) сомнительные случаи признаются чистыми, в частной (רשות היחיד) — нечистыми. По отношению к законам о субботе тоже выделяются частная и общественная области, но они определяются по-другому: в трактате приводятся примеры объектов, которые являются частными областями по отношению к законам о субботе и общественными по отношению к законам о нечистоте.
- Седьмая — восьмая главы описывают меры защиты от нечистоты людей, не соблюдающих строго религиозные предписания, в том числе законы о ритуальной чистоте. Такой человек называется ам-хаарец (עם הארץ), букв. «народ земли». В противоположность этому, человек, строго соблюдающий эти предписания называется «хавер» (חבר), букв. «товарищ».
- Девятая — десятая главы посвящены вопросам ритуальной чистоты оливок и винограда; эти вопросы требуют особого рассмотрения, так как связаны с процессами изготовления оливкового масла и вина.[1]